# Super Sprint
Super Sprint ist ein Arcade- und Video-Rennspiel von Atari Games, das 1986 erschienen ist. In diesem Formel-Eins-Spiel aus der Vogelperspektive können in der Spielhallen-Version bis zu drei Spieler gleichzeitig spielen.

## Spielprinzip
Ziel des Spiels ist es, auf acht unterschiedlichen Rennstrecken mit Formel-Eins-Fahrzeugen jeweils vier Runden möglichst schneller abzusolvieren als die Gegner, sowie mehr Punkte zu sammeln. Die Strecken werden in der Draufsicht dargestellt und sind somit in ihrer Gänze und ohne Scrolling ersichtlich. Es fahren stets vier Wagen gleichzeitig; die anderen sind computergesteuerte „Drohnen“, also mindestens einer. In der Originalversion steuert jeder Spieler stehend mit einem eigenen Lenkrad und Gaspedal sein Fahrzeug.
Je nach Strecke existieren Sprungrampen, Unterführungen und Abkürzungen, zum Teil als sich öffnende und schließende Tore. Als Hindernisse existieren Leitkegel, Öl- und Wasserpfützen, kleine Tornados und Stangen, die aus dem Boden kommen. Bei schwereren Unfällen fliegt ein Hubschrauber vorbei, der nach einer kurzen Wartezeit das Weiterfahren ermöglicht.
Von Zeit zu Zeit tauchen auf der Straße unterschiedliche Punktezahlen und goldene Schraubenschlüssel auf, die durch Überfahren eingesammelt werden können. Letztere ermöglichen es dem Spieler, nach dem Rennen eine der folgenden Tuningoptionen auszuwählen und so sein Fahrzeug schrittweise zu verbessern: Super-Bodenhaftung, Turbobeschleunigung, höhere Geschwindigkeit oder höhere Punktzahlen. Das Spiel endet, wenn ein Computergegner vor dem/den Spieler/n ins Ziel kommt oder wenn die Bonusrunde 85 erreicht wurde.
In den Portierungen gelten teils abweichende Spielerzahlen, Strecken und Spieldetails.

## Entwicklungs- und Veröffentlichungsgeschichte
Die Spielhallen-Version verfügt über einen 19-Zoll-Farbmonitor und das Arcade-System Atari System II mit zwei Hauptprozessoren, das unter anderem auch für den Arcade-Automaten Paperboy verwendet wurde. Die DEC-T11-CPU steuert das eigentliche Programm, der MOS Technology 6502 die drei Soundchips für Musik und Soundeffekte. Als Kopierschutz wurde der Slapstick-Chip eingesetzt. Das Spiel wurde beworben als erstes Videospiel für drei Spieler. Dabei gab es früher bereits Spiele für gleichzeitig drei Spieler (Dare Devil, The Three Stooges) und gar mehr Spielern, wie Indy 800 (1975) für acht Spieler, ebenfalls aus dem Hause Atari (Kee Games). Der Automatenaufsteller kann den Schwierigkeitsgrad der Drohnenfahrzeuge sowie die Anzahl der benötigten Tuningschlüssel einstellen. Es existieren insgesamt sieben verschiedene Automaten-Versionen alleine von diesem Grundspiel, darunter zwei deutsche Versionen.

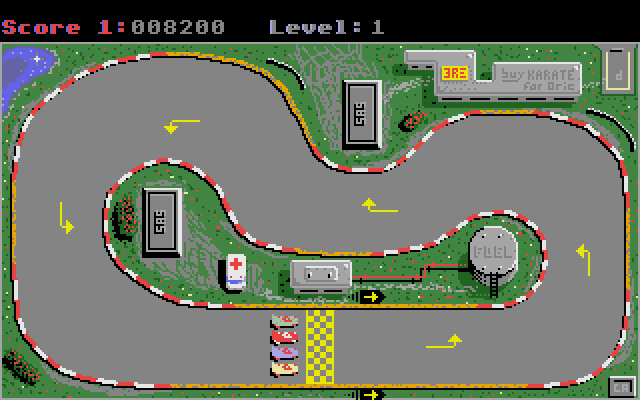
Super-Sprint-Clone Turbo GT

Das Original-Spiel wurde für folgende Heimcomputer und Konsolen umgesetzt: Atari ST (1986), Amstrad CPC, ZX Spectrum und Commodore 64 (1987), sowie für das NES (1989). Außerdem erschien es als Bestandteil von Compilations für Xbox, Game Boy Advance, GameCube, PlayStation, PlayStation 2 und Windows-PCs, größtenteils als Midway Arcade Treasures. In den Umsetzungen können meist nur bis zu zwei Spieler gleichzeitig spielen. Teilweise kann eine dritte Person die Tastatur nutzen.

### Vorgänger und Nachfolger

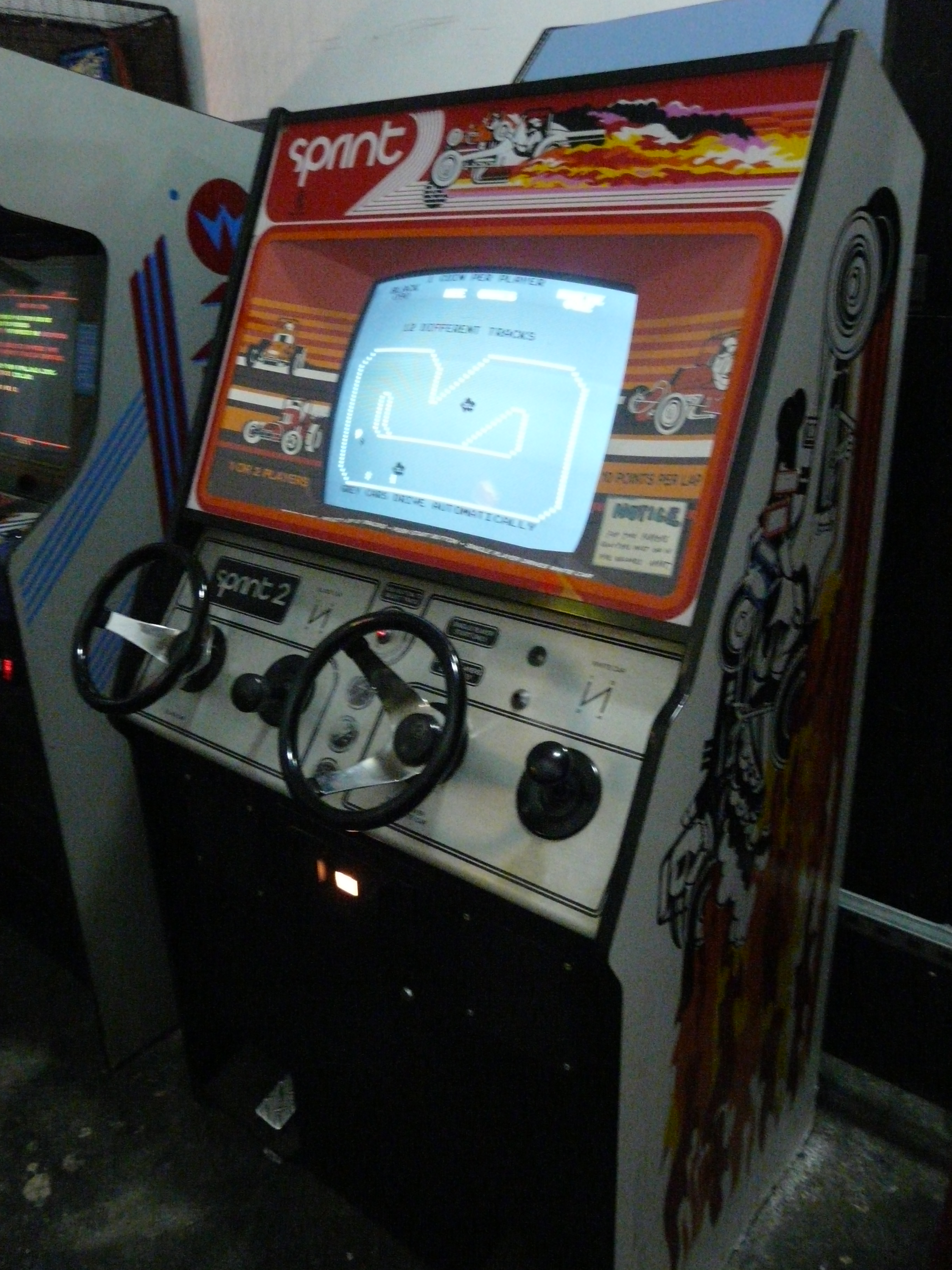
Arcade-Automat Sprint 2

Super Sprint ist Teil einer siebenteiligen Arcade-Serie, die 1976 mit Sprint 2 (Schwarz-Weiß-Spiel) begann und mit Sprint 8, Sprint 4, Sprint One fortgesetzt wurde.
Als Nachfolger von Super Sprint erschien 1986 zunächst der Arcade-Automat Championship Sprint mit neuen Rennstrecken aber nur zwei gleichzeitigen Spielern. Umgesetzt wurde er für CPC, C64, ZX Spectrum und auch für die PlayStation 3. 1989 erschien Badlands, das das Spielgeschehen in ein postapokalyptisches Szenario mit bewaffneten Fahrzeugen verlegt.

## Rezeption
Die Arcade-Version war erfolgreich und gilt als Klassiker. Die meisten Umsetzungen für Heimcomputer wurden jedoch schlecht bewertet. Insbesondere wurde die Steuerung, der Sound und teils auch die Grafik kritisiert.
„An annoyingly and unneccessarily flawed arcade conversion.“ – zzap64 (Dez. 1987)
Als beste und vollständigste Umsetzung gilt die Atari-ST-Version.
Das deutsche Spielemagazin Power Play befand in einer Rezension der Atari-ST-Version, dass die Umsetzung dem Automatenoriginal „bis ins kleinste Detail“ gleiche. Die Drei-Spieler-Option sorge trotz des etwas langweiligen Gameplays für langfristigen Spielspaß.